# Oppem (Meise)
Oppem is een dorp in de provincie Vlaams-Brabant. Het ligt in de gemeente Meise, zo'n anderhalve kilometer ten westen van het dorpscentrum van Meise.

## Geschiedenis
Op de Ferrariskaart uit de jaren 1770 staat de plaats weergegeven als het dorp Ophem. Aan het einde van het ancien régime werd Oppem een gemeente, maar deze werd in 1810 alweer opgeheven en net als Ossel bij Brussegem gevoegd.
Bij de gemeentelijke fusies van 1977 werd Oppem met het gehucht Amelgem overgeheveld van Brussegem, dat deel werd van de gemeente Merchtem, naar de gemeente Meise.

## Bezienswaardigheden
- De opvallend witte Sint-Stefanuskerk werd op een helling gebouwd. Aan de overkant van de straat staat de ommuurde pastorie (Processieweg 1).
- Achter de kerk staat een 19de-eeuwse hoeve die de naam "Sans Soucis" meekreeg, hiervan is een deel momenteel[(sinds) wanneer?] een Bed & Breakfast genaamd "Sterckxhof" naar kardinaal Sterckx die in Oppem geboren en getogen is.
- In de Oppemstraat ligt nog een hoeve (Hof ter Stene of Hof te Oppem genoemd), mogelijk de eerste nederzetting in het dorpje.

## Nabijgelegen kernen
Meise, Wolvertem, Brussegem, Hamme